# فرانکی آلن
فرانکی آلن (انگلیسی: Frankie Allen؛ زادهٔ ۷ آوریل ۱۹۴۹) بازیکن سابق و سرمربی (بسکتبال) اهل ایالات متحده آمریکا است.